# Vernon Lee
Vernon Lee, vlastním jménem Violet Paget, (14. říjen 1856, Château St Leonard, Boulogne, Francie – 13. únor 1935 Maiano u Florencie, Itálie) byla britská spisovatelka a básnířka, autorka novel, povídek, esejů, cestopisných črt, literárních kritik a hrůzostrašných příběhů.

## Život
Její matka Matilda Adamsová se vdala za kapitána Lee-Hamiltona, se kterým měla syna, budoucího básníka Eugena Lee-Hamiltona (1845-1907). Po manželově smrti v roce 1852 se podruhé provdala za učitele svého syna, Henryho Ferguson Pageta.
Violet se narodila ve Francii, s rodinou cestovala po Německu a později po Itálii. Určitý čas strávila v Londýně. Dostalo se jí domácího vzdělání od matky, nevlastního bratra a soukromých učitelů.
V Itálii strávila většinu svého života („…byla Angličankou podle původu, Francouzkou podle místa narození, ale Italkou podle vlastní volby“). V Maiano nedaleko Florencie zakoupila roku 1889 Villu Il Palmerino, kde žila až do své smrti. Zde ji navštěvovaly přední osobnosti kulturního světa, jako byli například: Bernard Berenson, Aldous Huxley, Carl Placci, Anatole France, Mario Praz, malíř John Singer Sargent nebo básník Oscar Wilde.
Jako spisovatelka byla uznávána a obdivována řadou mužů. V osobním životě byly jejími partnerkami ženy: spisovatelka a básnířka Agnes Mary Robinson (1857-1944) a v letech 1887-1897 Clementina (Kit) Anstruther-Thomson (1857-1921).

## Dílo

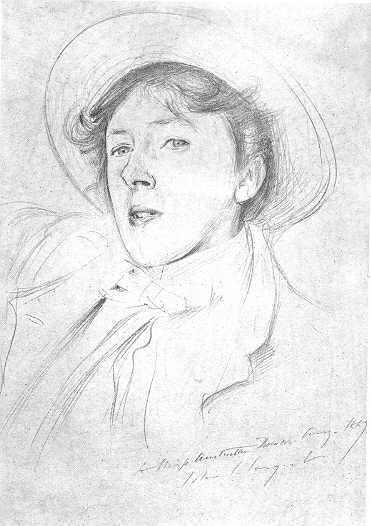
Vernon Lee, kresba Johna Singera Sargenta z roku 1889

Psala ve čtyřech jazycích – anglicky, francouzsky, italsky a německy. První článek Les Aventures d'une Pièce de Monnaie (1870) (ve francouzštině) otiskla ve švýcarských novinách, když jí bylo třináct let.
Publikovat začala v roce 1878 pod mužským pseudonymem, což jí mělo poskytnout větší tvůrčí svobodu a respekt. Obecně byla ale její totožnost v literárních a uměleckých kruzích známa.
Ve svých teoretických pracích se postavila proti teorii Johna Ruskina o morální hodnotě krásy. Podle jejího názoru je hlavní funkcí umění vzbuzovat potěšení.

## Spisy
- Studies of the Eighteenth Century in Italy (1880)
- Ottilie: An Eighteenth Century Idyl (1883)
- The Prince of the Hundred Soups: A Puppet Show in Narrative (1883)
- Belcaro, Being Essays on Sundry Aesthetical Questions (1883)
- The Countess of Albany (1884)
- Miss Brown (1884) novela
- Euphorion: Being Studies of the Antique and the Mediaeval in the Renaissance (1884)
- Baldwin: Being Dialogues on Views and Aspirations (1886)
- A Phantom Lover: A Fantastic Story (1886) novela
- Juvenilia, Being a second series of essays on sundry aesthetical questions (1887)
- Hauntings. Fantastic Stories (1890)
- Vanitas: Polite Stories (1892)
- Althea: Dialogues on Aspirations & Duties (1894)
- Renaissance Fancies And Studies Being A Sequel To Euphorion (1895)
- Art and Life (1896)
- Limbo and Other Essays (1897)
- Genius Loci (1899) cestopisné črty
- The Child In The Vatican (1900)
- In Umbria: A Study of Artistic Personality (1901)
- Chapelmaster Kreisler A Study of Musical Romanticists (1901)
- Penelope Brandling: A Tale of the Welsh Coast in the Eighteenth Century (1903)
- The Legend of Madame Krasinska (1903)
- Ariadne in Mantua: a Romance in Five Acts (1903)
- Hortus Vitae: Essays on the Gardening of life (1904)
- Pope Jacynth - And Other Fantastic Tales (1904)
- The Enchanted Woods (1905) eseje
- The Handling of Words and Other Studies in Literary Psychology (1906)
- Sister Benvenuta and the Christ Child, an eighteenth-century legend (1906)
- The Spirit of Rome (1906)
- Ravenna and Her Ghosts (1907)
- The Sentimental Traveller . Notes on Places (1908)
- Gospels of Anarchy & Other Contemporary Studies (1908)
- Laurus Nobili: Chapters on Art and Life (1909)
- In Praise of Old Gardens (1912)
- Vital Lies: Studies of Some Varieties of Recent Obscurantism (1912).
- The Beautiful. An Introduction to Psychological Aesthetics (1913)
- The Tower of the Mirrors and Other Essays on the Spirit of Places (1914)
- Louis Norbert. A Twofold Romance (1914) novela
- The Ballet of the Nations. A Present-Day Morality (1915) ilustrace: Maxfield Armfield
- Satan the Waster: A Philosophic War Trilogy (1920)
- Proteus or The Future Of Intelligence (1925)
- The Golden Keys (1925) eseje
- The Poet's Eye (Hogarth Press, 1926)
- For Maurice. Five Unlikely Stories (1927)
- Music and its Lovers (1932)
- Snake Lady and Other Stories (1954)
- Supernatural Tales (1955)
- The Virgin of the Seven Daggers - And Other Chilling Tales of Mystery and Imagination (1962)

### České překlady
- Povídky, KDA, svazek 126, Praha : Kamilla Neumannová, 1915, obsahuje:
  - Moudrost bez obličeje - povídka, překlad Inka Zvachová
  - Pomerančovník svatého Eudaimona - povídka, překlad Inka Zvachová
  - Svatební skříně - povídka, překlad Inka Zvachová
  - Ariadna v Mantově - drama o 5 dějstvích, překlad Robert Hořan
  - Jezera Mantovská - z knihy "Genius loci", překlad Anna Červinková–Eiseltová